# 俞霑
俞霑（1536年—1607年），字時澤，號定所，直隸常州府宜興縣人，明朝政治人物。

## 生平
嘉靖四十三年（1564年）甲子科應天府鄉試第十四名。萬曆五年（1577年）丁丑科會試第四，登三甲第十八名進士。初授浙江台州府推官，行取南京吏部文选司主事，升考功司署郎中，十九年十二月升河南按察司副使。

## 家族
曾祖俞傑；祖父俞仁，壽官；父俞琰，省祭官。母葉氏。妻陆恭人。男一：俞士章，万历十一年進士，官福建布政使司參政。孫俞应台。